# 拉耶 (洛特-加龙省)
拉耶（法語：Rayet）是法国洛特-加龙省的一个市镇，位于该省北部偏东，属于洛特河畔新城区。该市镇总面积10.02平方公里，2009年时的人口为167人。

## 交通
洛特-加龙省省道D676线经过境内。

## 人口
拉耶人口变化图示